# Indicatif régional 219

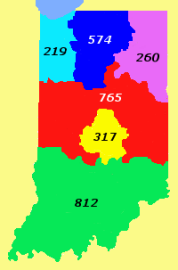
Carte de l'État de l'Indiana avec les territoires de ses indicatifs régionaux. L'indicatif régional 219 est en turquoise.

L'indicatif régional 219 est l'un des indicatifs téléphoniques régionaux de l'État de l'Indiana aux États-Unis. Cet indicatif couvre un territoire situé au nord-ouest de l'état. Le territoire de l'indicatif 219 correspond à peu près à la partie de la région métropolitaine de Chicago qui se trouve dans l'État de l'Indiana.
La carte ci-contre indique en turquoise le territoire couvert par l'indicatif 219.
L'indicatif régional 219 fait partie du Plan de numérotation nord-américain.

## Contés desservis par l'indicatif
- Comté de Lake
- Comté de Porter
- Comté de LaPorte
- Comté de Newton
- Comté de Jasper

## Principales villes desservies par l'indicatif
- Schererville
- Chesterton
- Lake Station
- Crown Point
- Cedar Lake
- Hobart
- Whiting
- Gary
- Hammond
- East Chicago
- Merrillville
- Munster
- Griffith
- Highland
- Portage
- Valparaiso
- Michigan City
- St. John
- La Porte
- Rensselaer

## Source
- (en) Cet article est partiellement ou en totalité issu de l’article de Wikipédia en anglais intitulé « Area code 219 » (voir la liste des auteurs).